# 角鸕鶿
，是一種棲息於北美洲的游禽。

## 繁衍
角鸬鹚主要於沿海地區、河流及湖泊繁衍。牠們在樹上、懸崖邊緣或小島的地上築巢，喜愛群居，經常會與其他水鳥一起出現。

## 食物
角鸬鹚的食物可以在大海、湖泊及河流裡找到。就如其他鸕鶿般，角鸬鹚會潛水找尋獵物，主要的食物為魚類，但有時亦會以兩棲類及甲殼綱動物為食物。當牠們補捉了魚類後，會將魚拋起，並首先進食魚類的頭部。

## 外形特征

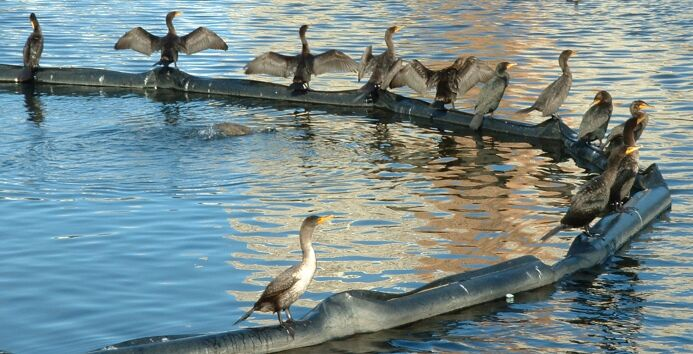
未成年的角鸬鹚，攝於加里福尼亞

角鸬鹚是黑色的大型鳥類，長約74–91厘米，翼展為132厘米，有很長的尾巴及黃色的喉核，而且在特定光度下會顯示出綠色的光澤。西方的角鸬鹚的白色的雙冠只可以在其極短的繁衍週期時看到，而東方的角鸬鹚的雙冠則顯得較為深色。未成年的角鸬鹚身體為啡色，臉部、前頸及胸脯為白色。

## 活動範圍
角鸬鹚的活動範圍極其廣闊，會在任何未被冰封的海岸飛行，最北會飛行至南阿拉斯加州的西海岸及南新英格蘭的東海岸，最南可以在墨西哥及巴哈馬群島發現其蹤跡。角鸬鹚會在氣候嚴寒時由東加拿大向南遷移，有時候部份離群的更會飛行至歐洲。

## 生活習性
角鸬鹚可以潛入深水捕魚，捕魚時通常只會看到牠們的頸部及頭部。角鸬鹚用自身的腳部來在水裡推進並可以潛入1.5米 - 7.5米深的水裡達30秒 - 70秒，上回水面後會用一段較長的時間站立起來，並將其翅膀盡量展開，以使其儘快被風乾，因為牠們的翅膀並不防水。牠們會在水面低飛，嘴則會微微翹起，遷移時有時候會出現一大隊單行排列的移民隊伍。

## 数量问题
1960年代，角鸬鹚的數量曾一度因農藥滴滴涕的大量使用而大幅減少。而遷移隊伍裡的角鸬鹚亦經常受到人們的逼害，因為漁夫認為牠們與其搶奪漁獲。
最近角鸬鹚的數量卻史無前例地大幅增長，學者們相信這是因為污染物數量的下降，特別是滴滴涕停止使用所帶來的正面影響。而學者們亦相信牠們數量增長如此迅速與水產養殖湖泊在北美洲盛行不無關係，因為水產養殖湖泊為角鸬鹚提供了渡過寒冬的食物。

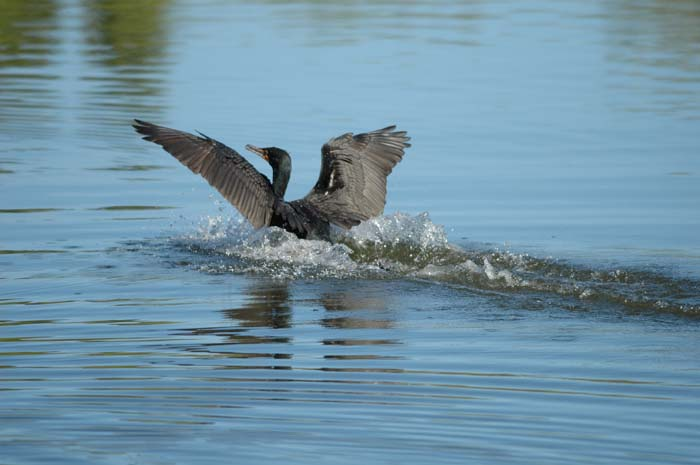
角鸬鹚於水面上尋覓獵物的情景

此外，大湖地區的角鸬鹚築巢數量亦大幅增長，學者們相信這是因為大湖裡有著一種角鸬鹚很喜愛的魚類溫類魚及大湖的環境適合其築巢與繁衍。但角鸬鹚亦會補捉其他魚類進食，這使得大湖的生態出現失衡。科學家仍未對此達成一致共識，但越來越多的科學家認為角鸬鹚在某些地區的確是一個重要的影響魚類數目的因素。
亦因如此，美國魚類及野生動物部門最近開始採取行動以限制角鸬鹚的繁衍數量。
然而，美國魚類及野生動物部門仍然有點失策，因為法律限制普通市民不可捕獵，因此只靠他們的行動並不足以達成目標，角鸬鹚的數量仍在大幅增長。美國及加拿大的相關政府部門仍在為此尋求更佳的對策。

## 外部連結
- 美國魚類及野生動物部門 （页面存档备份，存于）
- 角鸬鹚的图片 （页面存档备份，存于）